# Schmuel ha-Nagid
Schmuel ha-Nagid oder Schmuel ibn Naghrela (hebräisch ר׳ שְׁמוּאֵל הַלֵּוִי בֶּן יוֹסֵף הַנָּגִּיד Schmū'el ha-Lewī ben Jōsef 'ha-Naggīd'; arabisch أبو إسحاق إسماعيل بن النغريلة Abū ʾIsḥāq ʾIsmāʿīl bin an-Naġrīlah, auch Samuel Ibn Nag(h)rela; * 993 in Córdoba; † 1056) war Großwesir (ha-Naggid) des Königreichs von Granada und einer der bedeutendsten jüdischen Dichter des mittelalterlichen Spaniens.

## Leben
Schmuel ha-Nagid wurde 993 in Córdoba geboren. Nach der Eroberung Córdobas durch die Berber 1013 verließ er die Stadt und unterhielt zwischenzeitlich einen Laden für Gewürze in Málaga oder Granada. Dort schloss er Bekanntschaft mit dem Ziriden-Herrscher Habbus al-Muzaffar. Unter ihm stieg Schmuel ha-Nagid zum Großwesir auf. Nach dem Tode von Habbus 1038 hielt er dessen ältestem Sohn Badis die Treue und verhalf ihm auf den Thron. Als Dank blieb er weiterhin Großwesir und Militärführer.
Trotz seiner Nähe zum Hof blieb er zeitlebens seinem Judentum verbunden und förderte jüdische Einrichtungen. Er selbst betätigte sich als Kommentator, Philologe und Dichter in arabischer und hebräischer Sprache. Sein Sohn und Nachfolger Joseph ibn Naghrela starb beim Massaker von Granada 1066.

## Werk
Schmuel ha-Nagid verfasste ein reiches dichterisches Werk, das alle Arten der damals üblichen profanen Poesie umfasste: Wein- und Liebeslieder, Lobgesänge, Klagelieder, Satiren und Epigramme. Als Feldherr im Dienst seines maurischen Fürsten hat er sogar hebräische Kriegsgedichte verfasst. Wichtig auch seine Einleitung zum babylonischen Talmud (erklärt u. a. schwierige Termini), die in der Hauptsache auf Vorarbeiten Samuels ben Hofni beruht.
- Diwan, von seinen Söhnen zusammengestellte Gedichtsammlung (nicht vollständig erhalten)
- Ben Tehillim (eine den Psalmen nachempfundene Sammlung von Gebeten und Bittgedichten)
- Ben Mischle (über 1000 Zweizeiler, die Samuels Lebenserfahrungen ausdrücken)
- Ben Qohelet (Gedichte, angefüllt mit dem Pessimismus seiner letzten Jahre, behandelnd die Nichtigkeit des Lebens, die fliehende Zeit, die Angst vor dem Zerfall)

## Ausgaben
- Dov Jarden (Hrsg.): Divan Shmuel haNagid. The Collected Poetry of Samuel the Prince, 993-1056. Ben Tehillim (The Son of Psalms). Jerusalem 1966 (Neudruck ebd. 1985).

Übersetzungen
- Georg Bossong (Hrsg.): Das Wunder von al-Andalus: Die schönsten Gedichte aus dem Maurischen Spanien. C.H.Beck, München 2005, ISBN 3-406-52906-2, S. 178–189.
- Raoul Schrott: Die Erfindung der Poesie: Gedichte aus den ersten viertausend Jahren. Deutscher Taschenbuch Verlag, München 1999, ISBN 3-423-12703-1, S. 323–344.